# 弗雷德里克 (堪薩斯州)
弗雷德里克（英語：Frederick）是一個位於美國堪薩斯州賴斯縣的城市。

## 地方資料
根據2020年美國人口普查的數據，弗雷德里克的面積為0.50平方千米，當中陸地面積為0.50平方千米，而水域面積為0.00平方千米。當地共有人口8人，而人口密度為每平方千米16人。